# 王乐文
王乐文（1955年3月—），男，山东蓬莱人，中国电影录音师，八一电影制片厂录音部主任、录音师，中国电影金鸡奖最佳录音。